# Steve Mitchell (cestista 1952)
Stephen Mitchell, detto Steve (Oklahoma City, 15 ottobre 1952 – Pesaro, 5 dicembre 1978), è stato un cestista statunitense.

## Carriera
Dopo aver studiato alla Kansas State University, Mitchell viene selezionato dai Phoenix Suns al draft NBA 1973 (scelto al 3º giro con la 43ª scelta) senza però collezionare presenze. Nello stesso anno viene scelto, dai Denver Nuggets, anche al draft della lega ABA.
Reduce da un'esperienza nel campionato olandese, Mitchell arrivò alla Virtus Bologna di coach Dan Peterson per sostenere un provino, ma lo staff delle Vu nere preferì confermare John Fultz a suo discapito. Nel 1974-75 viene ingaggiato dalla Libertas Forlì sponsorizzata Jollycolombani, formazione che in quell'anno conquistò la promozione nella massima serie. Il giocatore rimase in terra forlivese per tre ulteriori stagioni fino all'estate del 1978, quando passò ad un Basket Rimini che si apprestava a vivere la prima stagione professionistica. Lui e Mark Crow furono infatti i primi stranieri della storia del club.
Il 4 dicembre 1978, dopo una serata passata tra Rimini e Pesaro, viene ospitato per la notte da Jim Thomas, cestista all'epoca in forza alla Scavolini. L'indomani mattina Thomas e sua moglie lo trovano ancora sul divano ma, pensando stia solo dormendo, si avvicinano a lui solamente nel primo pomeriggio: Steve era già deceduto. La causa della morte fu un arresto cardiaco, occorsogli con la complicità di alcool e droga.